# شوش السفلى (بابويي)
شوش السفلى (بالفارسية: شوش سفلی) هي قرية تقع في إيران في قسم بابويي الريفي. يقدر عدد سكانها بـ 76 نسمة بحسب إحصاء 2016.